# Ajmak darchański
Ajmak darchański (mong. Дархан-Уул аймаг) – jeden z 21 ajmaków w Mongolii, znajdujący się w północnej części kraju. Stolicą ajmaku jest Darchan, znajdujący się 230 km na północ od stolicy kraju Ułan Bator.
Utworzony w 1994 roku z części ajmaku selengijskiego. W rolnictwie dominuje hodowla zwierząt oraz uprawa ziemi, głównie zbóż i ziemniaka. Wydobywane jest także żelazo.
Liczba ludności w poszczególnych latach:
| 1979   | 1989   | 2000   | 2010   |
| ------ | ------ | ------ | ------ |
| 51 000 | 80 600 | 83 271 | 90 642 |

## Somony
Ajmak darchański dzieli się na 4 somony:
| - Chongor - Darchan - Orchon - Szaryngol |